# باشگاه فوتبال استقلال تهران در فصل ۹۶–۱۳۹۵
باشگاه فوتبال استقلال تهران در فصل ۹۶–۱۳۹۵ هفتادمین سال فعالیت باشگاه فوتبال استقلال تهران در مسابقات فوتبال ایران و شانزدهمین حضور متوالی این تیم در لیگ برتر فوتبال ایران بود. پیش از شروع مسابقات این فصل پرویز مظلومی پس از  فصل هدایت استقلال از سمت خود برکنار و علی‌رضا منصوریان جایگزین او شد. در این فصل شانزدهمین دورهٔ رقابت‌های لیگ برتر فوتبال ایران (جام خلیج فارس) برگزار شد و تیم استقلال در شانزدهمین حضور خود در این رقابت‌ها به مقام نایب‌قهرمانی رسید.
سی‌امین دورهٔ جام حذفی فوتبال ایران در این فصل برگزار شد. استقلال برای بیست‌ و هشتمین بار در این مسابقات شرکت کرد و از نیمهٔ نخست مهر ۱۳۹۵ وارد این رقابت‌ها شد و تا مرحلهٔ ‌یک چهارم نهایی پیش رفت، اما در این مرحله در مقابل تیم نفت تهران مغلوب شد و از ر این رقابت‌ها کنار رفت.
در لیگ قهرمانان آسیا، استقلال با توجه به کسب رتبهٔ سوم لیگ خلیج فارس در فصل گذشته و کاهش سهمیهٔ ایران در لیگ قهرمانان آسیا، در  بازی پلی‌آف در ۱۹ بهمن ۱۳۹۵ به مصاف تیم السد قطر رفت و با پیروزی در ضربات پنالتی به مرحلهٔ گروهی این رقابت‌ها صعود کرد. استقلال در مرحلهٔ گروهی در رتبهٔ دوم جای گرفت و به دور حذفی صعود کرد، اما در ‌هشتم نهایی در مجموع بازی‌های رفت و برگشت، مغلوب العین امارات شد و از دور رقابت‌ها کنار رفت.

## مرور فصل

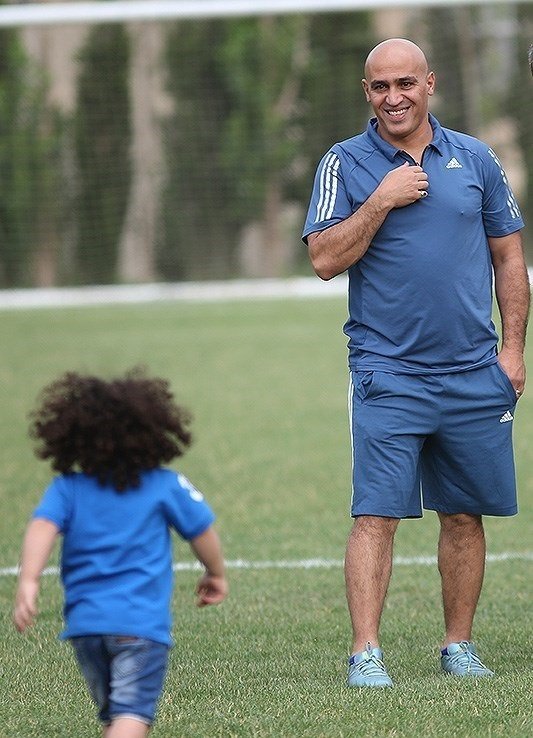
علی‌رضا منصوریان در تمرینات پیش‌فصل استقلال،۲۷ خرداد ۱۳۹۵

فصل ۹۶–۱۳۹۵ برای باشگاه استقلال همراه با بی‌ثباتی و دگرگونی‌های پیاپی در کادر فنی و مدیریتی آغاز شد. استقلال در پایان فصل ۹۵–۱۳۹۴ در حالی که در فاصلهٔ سه هفته مانده به پایان رقابت‌ها در صدر جدول بود، قهرمانی را از دست داد و به رتبهٔ سوم بسنده کرد. آبی‌ها در فینال جام حذفی نیز مغلوب ذوب‌آهن شدند تا نتوانند به صورت مستقیم به لیگ قهرمانان آسیا راه پیدا کنند. ناکامی در مسابقات لیگ و جام حذفی، و همچنین شکست سنگین استقلال در شهرآورد تهران در دیدار برگشت مسابقات لیگ در برابر پرسپولیس، آتش نارضایتی هواداران از کادر فنی و مدیریتی را شعله‌ور کرد. هیئت مدیره استقلال در پایان فصل رأی به برکناری پرویز مظلومی داد و به فاصلهٔ ۳ روز بعد از شکست در فینال جام حذفی علی‌رضا منصوریان سرمربی نفت تهران به عنوان سرمربی جدید استقلال برگزیده شد.
حضور علی‌رضا منصوریان پس از هشت سال در استقلال، با استقبال هواداران تیم روبه‌رو شد و در اولین جلسهٔ تمرینی تیم در کمپ ناصر حجازی،  هزار نفر از وی استقبال کردند. منصوریان توانست ستاره‌هایی هم‌چون بختیار رحمانی، آرش افشین و کاوه رضایی را که مدت‌ها زمزمه‌های آبی‌پوش شدن‌شان به گوش می‌رسید به استقلال بیاورد. هم‌چنین بازیکنانی چون وریا غفوری، مجتبی حق‌دو‌ست، میلاد زکی‌پور و علی قربانی که از شاگردان منصوریان در نفت تهران بودند نیز به استقلال پیوستند.
مشکل عدم ثبات و نابه‌سامانی‌های مدیریتی در این فصل نیز گریبان‌گیر استقلال بود. پس از آمدن منصوریان به استقلال شایعاتی مبنی بر تصمیم وزارت ورزش برای تغییر مدیر باشگاه و حضور منصور قنبرزاده مدیر پیشین باشگاه نفت تهران در استقلال مطرح شد. هواداران استقلال با وجود انتقاداتی که نسبت به عملکرد بهرام افشارزاده داشتند، با برپایی تجمعاتی در برابر ساختمان وزارت ورزش نسبت به تحولات مداوم و عدم ثبات مدیریت در استقلال به شدت اعتراض کردند. در این میان افشارزاده که هم‌زمان با مدیریت استقلال معاونت وزارت ورزش را نیز بر عهده داشت، با حضور در میان هواداران تلاش کرد که آنها را آرام کند. اما هواداران استقلال که از اوضاع نابه‌سامان باشگاه ناراضی بودند، چند روز بعد تجمع اعتراض‌آمیز بزرگتری را در برابر ساختمان مجلس برگزار کردند و از نمایندگان خواستند محمود گودرزی وزیر ورزش را استیضاح کنند. پس از برپایی تجمع استقلالی‌ها در برابر مجلس، رضا حسنی‌خو مدیر حراست وزارت ورزش ضمن غیرقانونی دانستن تجمع هواداران و تهدید تلویحی افشارزاده، از اقدام حقوقی وزارت ورزش بر علیه هواداران معترض خبر داد. استقلال تحت مدیریت افشارزاده اری پیش فصل خود را در ارمنستان برگزار کرد و وارد مسابقات لیگ شد. در روز ۱۲ مرداد ۱۳۹۵  هفته پس از شروع مسابقات لیگ، هیئت مدیرهٔ استقلال اعلام کرد که پس از هماهنگی با وزیر ورزش، رضا حسنی‌خو مدیر حراست وزارت ورزش به عنوان مدیر جدید استقلال و نایب رئیس هیئت مدیرهٔ باشگاه انتخاب شده است. دلیل کنار رفتن افشارزاده قانون ممنوعیت به‌کارگیری بازنشستگان در دستگاه‌های دولتی عنوان گردید. عنوان حسنی‌خو در استقلال در ابتدا مدیر عامل، سپس سرپرست مدیر عامل، و دوباره مدیر عامل اعلام شد که نشان از ناهماهنگی و سردرگمی وزارت ورزش و مجموعهٔ هیئت مدیرهٔ استقلال داشت. در نهایت هم حسنی‌خو پس از تنها سه روز (هفتاد و دو ساعت) بنا به آنچه وجود «افراد کارآمدتر، لایق‌تر و متخصص‌تر» برای مدیریت باشگاه استقلال برشمرد، از سمت مدیرعاملی/ سرپرستی استقلال استعفا داد. روز ۱۷ مرداد نام رضا افتخاری به عنوان مدیر جدید استقلال در خبرگزاری‌ها مخابره شد. او که تا پیش از آن ریاست کمیتهٔ فوتسال فدراسیون فوتبال ایران را بر عهده داشت، در نخستین مصاحبه پس از قبول مدیریت استقلال خطاب به خبرنگارانی که به او تبریک می‌گفتند اعلام کرد: «من باید به شما تبریک بگویم که یک نفر از جنس فوتبال آمده است و از این بابت باید خوشحال باشید.» او در ادامهٔ اظهارات‌اش اعلام کرد که هدف او کسب ستارهٔ چهارم برای باشگاه استقلال است که این اظهارنظر نشان‌دهندهٔ بی‌اطلاعی او از فوتبال ایران و تاریخچهٔ باشگاه استقلال بود.
استقلال لیگ را خوب شروع نکرد و تا هفتهٔ سوم متحمل دو شکست شد. روند نتایج ضعیف این تیم تا هفتهٔ ششم و در بازی شهرآورد تهران نیز ادامه داشت. البته تساوی بدون گل مقابل پرسپولیس در آن روزها، نتیجهٔ بدی برای استقلال نبود. با این وجود از همان هفته‌های ابتدایی زمزمه‌های برکناری منصوریان شنیده می‌شد.
استقلال بعد از دربی پیروزی‌هایش شروع شد و در سه بازی پیاپی به پیروزی رسید. با این ۹ امتیاز استقلال خود را از انتهای جدول جدا کرد و به ردهٔ پنجم جدول رسید. در این بین یک شوک بزرگ به باشگاه استقلال وارد شد. منصور پورحیدری سرپرست، مربی و بازیکن سابق این تیم که پرافتخارترین مربی استقلال محسوب می‌شد، در ۱۴ آبان در ۷۰ سالگی درگذشت. پورحیدری که به خاطر تلاش‌هایش در حفظ باشگاه استقلال بعد از انقلاب، «پدر استقلال» لقب گرفته بود، تنها کسی در فوتبال ایران بود که هم به عنوان بازیکن و هم به عنوان مربی به قهرمانی آسیا رسیده است. تماشاگران استقلال در بازی مقابل گسترش فولاد تبریز در ورزشگاه آزادی، در دقیقه ۲۲ پورحیدری را به شدت تشویق کردند و یادش را گرامی داشتند.
استقلال نیم‌فصل اول را در حالی با تساوی ۱ بر ۱ مقابل سپاهان اصفهان به پایان برد، که در این بازی منصوریان چینش ترکیبش را تغییر داده بود و چندین بازیکن باتجربه و مسن استقلال را نیمکت‌نشین کرده بود و به جای آن‌ها به جوان‌ها میدان داده بود. استقلال در این بازی نمایش خیره‌کننده‌ای داشت و به عقیدهٔ کارشناسان بهترین بازی استقلال تا آن‌جای فصل بود. استقلال نیم‌فصل اول را در رتبهٔ هفتم به پایان رساند. در نیم‌فصل بختیار رحمانی، آرش افشین، محمدامین حاج‌محمدی و میثم مجیدی که نتوانستند در استقلال بدرخشند از این تیم جدا شدند. استقلال در نیم‌فصل با آندرانیک تیموریان و سرور جپاروف قرارداد بست، اما در هنگام تلاش برای ثبت آی‌تی‌سی برای جپاروف متوجه شدند که از نقل و انتقالات محرومند. هم‌چنین استقلال با سجاد شهباززاده برای بازگشت به این تیم به توافق رسیده بود. تیموریان بعد از این اتفاقات به نفت تهران پیوست و جپاروف هم به صورت قرضی و تا پایان فصل به سپاهان اصفهان رفت. ماجرای محرومیت استقلال و در ادامه تراکتورسازی تبریز، رسوایی عجیبی برای فدراسیون فوتبال ایران و باشگاه استقلال بود. استقلال که به خاطر عدم پرداخت مطالبات عادل شیحی آن هم به مبلغ فقط ۴۷ هزار دلار محکوم به این محرومیت شده بود، نامه‌ای تحریف شده از سوی فدراسیون دریافت کرده بود. در حالی که فیفا اعلام کرده استقلال از نقل‌وانتقالات بعدی محروم است، فدراسیون فوتبال ایران ترجمه‌ای تحریف شده از این نامه را برای باشگاه استقلال فرستاد که در آن ذکر شده بود استقلال هنوز محروم نشده و در صورت عدم پرداخت مطالبات این بازیکن محروم خواهد شد. روزبه چشمی هافبک استقلال هم که پیش از شروع فصل به دلیل مصدومیت از فهرست استقلال کنار گذاشته شده بود تا در نیم‌فصل به این تیم اضافه شود، به دلیل محرومیت استقلال نتوانست در نیم‌فصل دوم برای این تیم بازی کند.
نیم‌فصل دوم با جوان‌گرایی استقلال و منصوریان ادامه پیدا کرد. آن‌ها توانستند در بازی برگشت مقابل نفت تهران، این تیم را در ورزشگاه تختی شکست دهند. هر چند در بازی بعدی مقابل استقلال خوزستان شکست خوردند، اما در بازی با صنعت نفت آبادان توانستند برای اولین بار با اختلاف ۳ گل پیروز شوند. این بُرد شروع روند ۵ پیروزی پیاپی استقلال بود که در تای آن، توانستند ۳ گل به تیم حریف بزنند. از جمله بازی برگشت شهرآورد تهران. استقلال بعد از پنج سال توانست تیم پرسپولیس را در دربی شکست بدهد. آن‌ها در حالی در این مسابقه به پیروزی رسیدند که کارشناسان شانس کمی برای پیروزی تیم منصوریان در این بازی می‌دیدند. پرسپولیس صدرنشین که تا آن هفته در مجموع فقط ۵ گل دریافت کرده بود، در یک نیمه ۳ گل از استقلال منصوریان خورد تا دومین باخت فصل تیم و اولین باخت فصلشان در ورزشگاه آزادی رقم بخورد. مهدی رحمتی که در دقایق پایانی بازی با دریافت کارت زرد دوم، از بازی اخراج شد، به خاطر حواشی پیش‌آمده در ثانیه‌های پایانی و بعد از بازی، از سوی کمیته انضباطی از حضور در ترکیب تیم استقلال محروم شد. اعتراض باشگاه به این حکم هم نتیجه‌ای در برنداشت. با این حال وکیل مهدی رحمتی معتقد بود که محرومیت وی غیرقانونی بوده است. استقلال با این پیروزی‌ها توانست به ردهٔ سوم جدول صعود کند.
بازیکنان باشگاه استقلال قبل از بازی برگشت با تیم سایپا در اعتراض به پرداخت نشدن مطالباتشان دست به اعتصاب زدند و تمرین نکردند. این تیم بدون تمرین به مصاف سایپا رفت و موفق شد ۲ بر ۱ سایپا را شکست دهد. با قول‌هایی مسئولان باشگاه به بازیکنان دادند، آن‌ها برای بازی با لوکوموتیو ازبکستان به تمرینات بازگشتند. اما دوباره پیش از عید نوروز ۱۳۹۶ با محقق نشدن وعده‌های قبلی به صورت دسته‌جمعی تمرین نکردند و علیه هیئت مدیره شعار دادند. باشگاه پیش از تعطیلات عید به بازیکنان بسته‌هایی داد که شامل شامپو، روغن و وسایل بهداشتی بود. پیش از شروع سال جدید، پول به حساب بازیکنان استقلال واریز شد و بازیکنان این تیم به تمرینات بازگشتند.
استقلال در آسیا کار خودش را در پلی‌آف آغاز کرد. آن‌ها در بازی پلی‌آف میزبان تیم السد قطر بودند که بازیکنانی هم‌چون ژاوی و مرتضی پورعلی‌گنجی را در اختیار داشت. این دیدار در ۹۰ دقیقه وقت قانونی و ۳۰ دقیقه وقت اضافه بدون گل و با نتیجهٔ تساوی پایان یافت و استقلال موفق شد در ضربات پنالتی این تیم را شکست دهد و به مرحلهٔ گروهی لیگ قهرمانان آسیا صعود کند. در این مرحله، استقلال در گروه A رقابت‌ها جای گرفت و با تیم‌های الاهلی امارات، التعاون عربستان و لوکوموتیو ازبکستان هم‌گروه شد. در بازی اول استقلال مهمان الاهلی بود که با نتیجهٔ ۲ بر ۱ مغلوب این تیم شد. اما در بازی بعدی موفق شد با ۳ گل التعاون عربستان را شکست دهد. در بازی سوم با نتیجهٔ ۲ بر صفر مقابل لوکوموتیو ازبکستان به برتری رسید تا صدرنشین ر رفت مرحلهٔ گروهی رقابت‌ها شود. مهدی رحمتی با کلین‌شیت در بازی مقابل لوکوموتیو به ۱۷ کلین‌شیت در بازی‌های لیگ قهرمانان آسیا رسید و از این حیث در آسیا رکورددار شد.
آن‌ها هم‌چنین در پایان مرحلهٔ گروهی لیگ قهرمانان آسیا دوم شدند و به مرحلهٔ بعدی صعود کردند. در مرحلهٔ ‌هشتم در ر رفت موفق شدند با تک‌گل کاوه رضایی العین امارات را شکست دهند، اما در بازی برگشت در یک بازی عجیب ۶–۱ مغلوب شدند و از ر رقابت‌ها کنار رفتند.

## بازیکنان

### تیم اصلی
به‌روزرسانی: بهمن ۱۳۹۵
بازیکنانی که روی نام‌شان خط کشیده شده، در طول فصل از باشگاه جدا شده‌اند.
| شماره       | نام                   | ملیت        | پُست                           | تاریخ تولد (سن)           | باشگاه پیشین      | آغاز قرارداد | پایان قرارداد |
| دروازه‌بان‌ها | دروازه‌بان‌ها           | دروازه‌بان‌ها | دروازه‌بان‌ها                   | دروازه‌بان‌ها               | دروازه‌بان‌ها       | دروازه‌بان‌ها  | دروازه‌بان‌ها   |
| ----------- | --------------------- | ----------- | ----------------------------- | ------------------------- | ----------------- | ------------ | ------------- |
| ۱           | سید مهدی رحمتی        | ایران       | دروازه‌بان                     | ۷ تیر ۱۳۵۹ (۳۶ سال)       | پان تهران         | ۱۳۹۴         | ۱۳۹۸          |
| ۱۹          | ارشیا بابازاده        | ایران       | دروازه‌بان                     | ۱۴ آبان ۱۳۷۴ (۲۰ سال)     | د انزا فورزه      | ۱۳۹۵         |               |
| ۲۲          | حسین حسینی            | ایران       | دروازه‌بان                     | ۹ تیر ۱۳۷۱ (۲۴ سال)       | ملوان بندر انزلی  | ۱۳۹۳         | ۱۳۹۸          |
| خط دفاع     |                       |             |                               |                           |                   |              |               |
| ۲           | خسرو حیدری            | ایران       | هافبک راست، دفاع راست         | ۲۳ شهریور ۱۳۶۲ (۳۲ سال)   | سپاهان اصفهان     | ۱۳۹۰         | ۱۳۹۹          |
| ۳           | رابسون جانواریو       | برزیل       | دفاع میانی                    | ۱۴ اردیبهشت ۱۳۷۳ (۲۲ سال) | باهیا             | ۱۳۹۵         | ۱۳۹۷          |
| ۵           | محمدحسین کنعانی‌زادگان | ایران       | دفاع میانی، دفاع جلوزن        | ۳ فروردین ۱۳۷۳ (۲۲ سال)   | ملوان بندر انزلی  | ۱۳۹۵         | ۱۳۹۷          |
| ۱۵          | هرایر مکویان          | ارمنستان    | دفاع یارکوب، دفاع جلوزن       | ۲ آذر ۱۳۶۵ (۲۹ سال)       | شیراک             | ۱۳۹۳         | ۱۳۹۷          |
| ۱۸          | میلاد زکی‌پور          | ایران       | دفاع چپ                       | ۲ آذر ۱۳۷۴ (۲۰ سال)       | نفت تهران         | ۱۳۹۵         | ۱۳۹۸          |
| ۲۰          | میثم مجیدی            | ایران       | دفاع چپ، هافبک چپ             | ۳ آبان ۱۳۶۵ (۲۹ سال)      | استقلال خوزستان   | ۱۳۹۴         | ۱۳۹۶          |
| ۲۴          | امید نورافکن          | ایران       | دفاع چپ                       | ۲۰ فروردین ۱۳۷۶ (۱۹ سال)  | پایه‌های استقلال   |              | ۱۳۹۶          |
| ۳۳          | مجید حسینی            | ایران       | دفاع میانی                    | ۳۱ خرداد ۱۳۷۵ (۲۰ سال)    | سایپا کرج         | ۱۳۹۳         |               |
| ۵۵          | محمدامین حاج‌محمدی     | ایران       | دفاع میانی                    | ۲۵ بهمن ۱۳۶۹ (۲۵ سال)     | نفت تهران         | ۱۳۹۴         | ۱۳۹۶          |
| ۹۰          | لئاندرو پادوانی سلین  | برزیل       | دفاع میانی                    | ۳۰ آذر ۱۳۶۲ (۳۲ سال)      | سپاهان اصفهان     | ۱۳۹۵         | ۱۳۹۶          |
| خط میانی    |                       |             |                               |                           |                   |              |               |
| ۴           | روزبه چشمی            | ایران       | دفاع میانی، هافبک دفاعی       | ۲ مرداد ۱۳۷۲ (۲۲ سال)     | صبای قم           | ۱۳۹۴         | ۱۳۹۶          |
| ۶           | امید ابراهیمی         | ایران       | هافبک دفاعی، هافبک میانی      | ۲۵ شهریور ۱۳۶۶ (۲۸ سال)   | سپاهان            | ۱۳۹۳         | ۱۳۹۶          |
| ۷           | بختیار رحمانی         | ایران       | هافبک میانی                   | ۱ مهر ۱۳۷۰ (۲۴ سال)       | تراکتورسازی تبریز | ۱۳۹۵         | ۱۳۹۷          |
| ۸           | یعقوب کریمی           | ایران       | هافبک چپ                      | ۹ شهریور ۱۳۷۰ (۲۴ سال)    | سپاهان            | ۱۳۹۳         | ۱۳۹۶          |
| ۱۱          | جابر انصاری           | ایران       | هافبک هجومی، هافبک کناری      | ۲۰ دی ۱۳۶۵ (۲۹ سال)       | گسترش تبریز       | ۱۳۹۴         | ۱۳۹۶          |
| ۱۳          | میعاد یزدانی          | ایران       | هافبک هجومی، بال راست، بال چپ | ۴ شهریور ۱۳۷۱ (۲۳ سال)    | سپیدرود رشت       | ۱۳۹۵         | ۱۳۹۸          |
| ۱۴          | فرشید باقری           | ایران       | هافبک دفاعی                   | ۱۵ خرداد ۱۳۷۱ (۲۴ سال)    | صبای قم           | ۱۳۹۵         | ۱۳۹۷          |
| ۲۱          | وریا غفوری            | ایران       | هافبک چپ، دفاع چپ             | ۲۹ شهریور ۱۳۶۶ (۲۸ سال)   | سپاهان اصفهان     | ۱۳۹۵         | ۱۳۹۶          |
| ۲۸          | محسن کریمی            | ایران       | هافبک کناری، بال هجومی        | ۲۹ شهریور ۱۳۷۳ (۲۱ سال)   | پایه‌های استقلال   | ۱۳۹۳         | ۱۳۹۶          |
| ۳۶          | محمدمهدی رجبی‌فر       | ایران       | هافبک کناری                   | ۲۸ آبان ۱۳۷۶ (۱۸ سال)     | پایه‌های استقلال   |              |               |
| ۷۴          | مجتبی حق‌‌دوست          | ایران       | هافبک هجومی                   | ۲ بهمن ۱۳۷۴ (۲۰ سال)      | نفت تهران         | ۱۳۹۵         | ۱۳۹۶          |
| ۷۷          | بهنام برزای           | ایران       | هافبک کناری، بال هجومی        | ۲۲ بهمن ۱۳۷۱ (۲۳ سال)     | راه‌آهن            | ۱۳۹۳         | ۱۳۹۶          |
| ۸۸          | فرشید اسماعیلی        | ایران       | هافبک میانی                   | ۴ اسفند ۱۳۷۲ (۲۲ سال)     | سپاسی شیراز       | ۱۳۹۴         | ۱۳۹۷          |
| خط حمله     |                       |             |                               |                           |                   |              |               |
| ۹           | کاوه رضایی            | ایران       | مهاجم نوک، مهاجم کاذب         | ۱۶ فروردین ۱۳۷۱ (۲۴ سال)  | ذوب‌آهن اصفهان     | ۱۳۹۵         | ۱۳۹۶          |
| ۱۶          | آرش افشین             | ایران       | مهاجم نوک                     | ۱ بهمن ۱۳۶۸ (۲۶ سال)      | ملوان بندر انزلی  | ۱۳۹۵         | ۱۳۹۷          |
| ۱۷          | علی قربانی            | ایران       | مهاجم                         | ۲۷ شهریور ۱۳۶۹ (۲۵ سال)   | نفت تهران         | ۱۳۹۵         | ۱۳۹۷          |

منبع: سازمان لیگ

### نقل و انتقالات

#### تمدید قراردادها
| شماره | پست         | نام           | سن | طول قرارداد | پایان | تاریخ         | منبع   |
| ----- | ----------- | ------------- | -- | ----------- | ----- | ------------- | ------ |
| ۲     | دفاع راست   | خسرو حیدری    | ۳۲ | ۳ سال       | ۱۳۹۸  | ۳۰ خرداد ۱۳۹۵ | [ ۵۹ ] |
| ۴     | هافبک دفاعی | روزبه چشمی    | ۲۲ | ۳ سال       | ۱۳۹۸  | ۹ تیر ۱۳۹۵    | [ ۶۰ ] |
| ۶     | هافبک دفاعی | امید ابراهیمی | ۲۸ | ۱ سال       | ۱۳۹۶  | ۱۲ تیر ۱۳۹۵   | [ ۶۱ ] |
| ۱۵    | مدافع       | هرایر مکویان  | ۲۹ | ۲ سال       | ۱۳۹۷  | ۱۳ تیر ۱۳۹۵   | [ ۶۲ ] |
| ۲۲    | دروازه‌بان   | حسین حسینی    | ۲۴ | ۳ سال       | ۱۳۹۸  | ۲۸ تیر ۱۳۹۵   | [ ۶۳ ] |

#### پیوستگان

##### تابستانی
| شماره | پست         | ملیت  | نام                   | سن | از تیم            | نوع                   | پایان قرارداد | تاریخ          | منبع   |
| ----- | ----------- | ----- | --------------------- | -- | ----------------- | --------------------- | ------------- | -------------- | ------ |
| ۷     | هافبک وسط   | ایران | بختیار رحمانی         | ۲۶ | تراکتورسازی تبریز | بازیکن آزاد           | ۱۳۹۷          | ۱۳ خرداد ۱۳۹۵  | [ ۷ ]  |
| ۱۴    | هافبک دفاعی | ایران | فرشید باقری           | ۲۴ | صبای قم           | بازیکن آزاد           | ۱۳۹۷          | ۱۳ خرداد ۱۳۹۵  | [ ۶۴ ] |
| ۲۱    | دفاع راست   | ایران | وریا غفوری            | ۲۸ | سپاهان اصفهان     | بازیکن آزاد           | ۱۳۹۶          | ۱۵ خرداد ۱۳۹۵  | [ ۹ ]  |
| ۲۲    | دروازه‌بان   | ایران | حسین حسینی            | ۲۳ | ملوان بندر انزلی  | بازگشت از انتقال قرضی | ۱۳۹۸          | ۱۷ خرداد ۱۳۹۵  | [ ۶۳ ] |
| ۱۹    | دفاع چپ     | ایران | میلاد زکی‌پور          | ۲۰ | نفت تهران         | بازیکن آزاد           | ۱۳۹۸          | ۱۸ خرداد ۱۳۹۵  | [ ۱۱ ] |
| ۱۷    | مهاجم نوک   | ایران | علی قربانی            | ۲۵ | نفت تهران         | بازیکن آزاد           | ۱۳۹۸          | ۱۹ خرداد ۱۳۹۵  | [ ۱۲ ] |
| ۵     | مدافع وسط   | ایران | محمدحسین کنعانی‌زادگان | ۲۲ | پرسپولیس تهران    | بازیکن آزاد           | ۱۳۹۷          | ۲۴ خرداد ۱۳۹۵  | [ ۶۵ ] |
| ۲۳    | مدافع وسط   | ایران | مجید حسینی            | ۱۹ | راه‌آهن            | بازگشت از انتقال قرضی | ۱۳۹۶          | ۲۶ خرداد ۱۳۹۵  | [ ۶۶ ] |
| ۱۲    | دروازه‌بان   | ایران | ارشیا بابازاده        | ۲۱ | ده آنزا فورس      | بازیکن آزاد           |               | ۲۷ خرداد ۱۳۹۵  | [ ۶۷ ] |
| ۹     | مهاجم نوک   | ایران | کاوه رضایی            | ۲۴ | ذوب‌آهن اصفهان     | بازیکن آزاد           | ۱۳۹۶          | ۲۹ خرداد ۱۳۹۵  | [ ۶ ]  |
| ۱۶    | مهاجم نوک   | ایران | آرش افشین             | ۲۷ | ملوان بندر انزلی  | بازیکن آزاد           | ۱۳۹۷          | ۳۰ خرداد ۱۳۹۵  | [ ۸ ]  |
| ۱۳    | هافبک راست  | ایران | میعاد یزدانی          | ۲۴ | سپیدرود رشت       | بازیکن آزاد           | ۱۳۹۸          | ۲۲ تیر ۱۳۹۵    | [ ۶۸ ] |
| ۳۰    | هافبک دفاعی | ایران | علیرضا سیار           | ۲۱ | گل‌گهر سیرجان      | بازیکن آزاد           |               | ۱۴ شهریور ۱۳۹۵ | [ ۶۹ ] |
| ۹۰    | مدافع وسط   | برزیل | لئاندرو پادوانی سلین  | ۳۲ | سپاهان اصفهان     | بازیکن آزاد           | ۱۳۹۶          | ۱۵ شهریور ۱۳۹۵ | [ ۷۰ ] |

##### زمستانی
| شماره | پست         | ملیت     | نام         | سن | از تیم           | نوع  | پایان قرارداد | تاریخ      | منبع   |
| ----- | ----------- | -------- | ----------- | -- | ---------------- | ---- | ------------- | ---------- | ------ |
| ۴۴    | هافبک هجومی | ازبکستان | سرور جپاروف | ۳۴ | لوکوموتیو تاشکند | آزاد | ۱۳۹۷          | ۲۶ دی ۱۳۹۵ | [ ۳۴ ] |

#### گسستگان

##### تابستانی
| شماره | پست         | ملیت   | نام              | سن | به تیم                | نوع           | تاریخ         | منبع   |
| ----- | ----------- | ------ | ---------------- | -- | --------------------- | ------------- | ------------- | ------ |
| ۳۳    | دروازه‌بان   | ایران  | امیرحسین نجفی    | ۱۹ | باشگاه جوانان استقلال | فسخ قرارداد   | ۲۹ خرداد ۱۳۹۵ | [ ۷۱ ] |
| ۹     | مهاجم نوک   | ایران  | آرش برهانی       | ۳۲ | پان تهران             | پایان قرارداد | ۳۱ خرداد ۱۳۹۵ | [ ۷۲ ] |
| ۳     | هافبک دفاعی | ایران  | محمدرضا خرسندنیا | ۲۸ | پدیده خراسان          | فسخ قرارداد   | ۲ تیر ۱۳۹۵    | [ ۷۳ ] |
| ۹۹    | هافبک راست  | مراکش  | عادل شیحی        | ۲۸ | اف‌اس‌وی فرانکفورت      | پایان قرارداد | ۳ تیر ۱۳۹۵    | [ ۷۴ ] |
| ۱۹    | هافبک راست  | ایران  | علیرضا رمضانی    | ۲۳ | تراکتورسازی تبریز     | انتقال آزاد   | ۶ تیر ۱۳۹۵    | [ ۷۵ ] |
| ۱۶    | هافبک هجومی | ایران  | مهدی مؤمنی       | ۳۰ | استقلال خوزستان       | فسخ قرارداد   | ۶ تیر ۱۳۹۵    | [ ۷۶ ] |
| ۵     | مدافع وسط   | ایران  | حنیف عمران‌زاده   | ۳۱ | خونه به خونه          | پایان قرارداد | ۱۵ تیر ۱۳۹۵   | [ ۷۷ ] |
| ۱۷    | هافبک وسط   | ایران  | میلاد شعبانلو    | ۲۱ | صنعت نفت آبادان       | فسخ قرارداد   | ۲۰ تیر ۱۳۹۵   | [ ۷۸ ] |
| ۱۰    | مهاجم       | ایران  | سجاد شهباززاده   | ۲۶ | آلالیا اسپور          | فروش          | ۱ مرداد ۱۳۹۵  | [ ۷۹ ] |
| ۳۴    | دفاع راست   | ایران  | میلاد فخرالدینی  | ۲۶ | نفت تهران             | پایان قرارداد | ۲ مرداد ۱۳۹۵  | [ ۸۰ ] |
| ۱     | دروازه‌بان   | ایران  | وحید طالب‌لو      | ۳۴ | فولاد خوزستان         | فسخ قرارداد   | ۱۴ مرداد ۱۳۹۵ | [ ۸۱ ] |
| ۱۴    | مهاجم نوک   | کرواسی | پرو پییچ         | ۳۳ | FK Kukësi             | فسخ قرارداد   | ۱۶ مرداد ۱۳۹۵ | [ ۸۲ ] |
| ۲۶    | دفاع راست   | ایران  | ایمان عباس‌زاده   | ۲۰ | نساجی مازندران        | فروش          | ۲۵ مرداد ۱۳۹۵ | [ ۸۳ ] |

##### زمستانی
| شماره | پست       | ملیت  | نام               | سن | به تیم          | نوع         | تاریخ       | منبع   |
| ----- | --------- | ----- | ----------------- | -- | --------------- | ----------- | ----------- | ------ |
| ۱۶    | مهاجم نوک | ایران | آرش افشین         | ۲۷ | استقلال خوزستان | فسخ قرارداد | ۱۶ دی ۱۳۹۵  | [ ۳۰ ] |
| ۷     | هافبک وسط | ایران | بختیار رحمانی     | ۲۵ | فولاد خوزستان   | فسخ قرارداد | ۲۸ دی ۱۳۹۵  | [ ۲۹ ] |
| ۵۵    | دفاع وسط  | ایران | محمدامین حاج‌محمدی | ۳۱ | ماشین‌سازی تبریز | فسخ قرارداد | ۲ بهمن ۱۳۹۵ | [ ۲۸ ] |
| ۲۰    | هافبک چپ  | ایران | میثم مجیدی        | ۳۰ | صبای قم         | فسخ قرارداد | ۶ بهمن ۱۳۹۵ | [ ۳۱ ] |

#### پیوستگان قرضی

##### تابستان
| شماره | پست         | ملیت  | نام             | سن | از تیم    | تاریخ          | پایان قرارداد | منبع   |
| ----- | ----------- | ----- | --------------- | -- | --------- | -------------- | ------------- | ------ |
| ۳     | مدافع وسط   | برزیل | رابسون جانواریو | ۲۲ | Bahia     | ۲۷ تیر ۱۳۹۵    | ۱۳۹۶          | [ ۸۴ ] |
| ۷۴    | هافبک هجومی | ایران | مجتبی حق‌دوست    | ۲۰ | نفت تهران | ۱۰ شهریور ۱۳۹۵ | ۱۳۹۶          | [ ۱۰ ] |

#### گسستگان قرضی

##### زمستان
| شماره | پست         | ملیت     | نام         | سن | به تیم        | تاریخ        | پایان قرارداد | منبع   |
| ----- | ----------- | -------- | ----------- | -- | ------------- | ------------ | ------------- | ------ |
| ۴۴    | هافبک هجومی | ازبکستان | سرور جپاروف | ۳۴ | سپاهان اصفهان | ۱۴ بهمن ۱۳۹۵ | ۱۳۹۶          | [ ۳۷ ] |

## پیش‌فصل و دوستانه
| ۱۲ تیر ۱۳۹۵ دوستانه ۱ | استقلال تهران                                      | ۵ – ۰ | امید استقلال تهران | تهران                   |
| ۱۸:۴۵                 | غفوری ۲۰' · رضایی ۳۵'، ۳۸' · باقری ۴۵' · مجیدی ۸۵' |       |                    | ورزشگاه: کمپ ناصر حجازی |

| ۱۸ تیر ۱۳۹۵ دوستانه ۲ | آرارات ایروان | ۱ – ۰ | استقلال تهران | ایروان، ارمنستان            |
| ۱۹:۰۰                 | برونو ۶۵'     |       |               | ورزشگاه: کمپ یروان ارمنستان |

| ۲۴ تیر ۱۳۹۵ دوستانه ۳                                                           | گاندزاسار کاپان     | ۱ – ۴ | استقلال تهران                      | ایروان، ارمنستان                            |
|                                                                                 | آواکیان ۵۶' · ؟ '۶۹ |       | انصاری ۳۶'، ۴۴'، ۱+۴۵' · کریمی ۷۰' | ورزشگاه: آکادمی فوتبال FFA technical center |
| یادداشت: یک بازیکن جایگزین بازیکن اخراجی شد تا بازی با یازده نفر ادامه پیدا کند |                     |       |                                    |                                             |

| ۲۸ تیر ۱۳۹۵ دوستانه ۴ | استقلال تهران                         | ۳ – ۱ | خونه به خونه بابل     | تهران                             |
| ۱۸:۴۵                 | رضایی ۱۸' · انصاری ۶۰' · ابراهیمی ۶۶' |       | روح‌الله باقری ۶۳' '۸۸ | ورزشگاه: زمین شماره ۲ آزادی تهران |

| ۳۰ مرداد ۱۳۹۵ دوستانه ۵ | استقلال تهران | ۰ – ۱ | پاس همدان | تهران                             |
| ۱۸:۰۰                   |               |       | کوثری ۱۹' | ورزشگاه: زمین شماره ۲ آزادی تهران |

| ۳۱ مرداد ۱۳۹۵ دوستانه ۶ | استقلال تهران | ۱ – ۱ | شهرداری فومن    | تهران                             |
| ۱۸:۱۵                   | قربانی ۱۰'    |       | سعید دلاور  ۷۸' | ورزشگاه: زمین شماره ۲ آزادی تهران |

| ۷ شهریور ۱۳۹۵ دوستانه ۷ | استقلال تهران                        | ۲ – ۱ | راه‌آهن تهران | تهران                             |
| ۱۷:۵۰                   | انصاری ۳۱' · علی قربانی ۷۸' (پنالتی) |       | جمشیدی ۷۶'   | ورزشگاه: زمین شماره ۲ آزادی تهران |

| ۱۳ شهریور ۱۳۹۵ دوستانه ۸ | استقلال تهران          | ۲ – ۰ | صبای قم | تهران                             |
|                          | حسینی ۶۵' · قربانی ۸۰' |       |         | ورزشگاه: زمین شماره ۲ آزادی تهران |

## بازی‌ها

### لیگ برتر
برد
      مساوی
      باخت
      به تعویق افتاده
| ۴ مرداد ۱۳۹۵ ۱ | استقلال تهران | ۱ – ۱ | نفت تهران              | تهران                                                |
| ۲۰:۴۵ ساعت ایران (یوتی‌سی ۴:۳۰+) | انصاری ۳۱'    | گزارش | مطهری ۶۸' · علیاری '۹۰ | ورزشگاه: آزادی تماشاگران: بن تماشاگر داور: حسین زرگر |
| یادداشت: این دیدار به دلیل محرومیت استقلال (مربوط به اتفاقات آخرین دیدار خانگی برابر تراکتورسازی در فصل گذشته) بدون حضور تماشاگران برگزار شد. |               |       |                        |                                                      |

| ۱۰ مرداد ۱۳۹۵ ۲                 | استقلال خوزستان  | ۲ – ۱ | استقلال تهران | اهواز                                                |
| ۲۰:۴۵ ساعت ایران (یوتی‌سی ۴:۳۰+) | بیت‌سعید ۲۵'، ۸۴' | گزارش | رضایی ۷۷'     | ورزشگاه: غدیر تماشاگران: ۱۰٬۰۰۰ داور: موعود بنیادی‌فر |

| ۱۵ مرداد ۱۳۹۵ ۳                 | استقلال تهران | ۱ – ۲ | صنعت نفت آبادان                                   | تهران                                                  |
| ۲۰:۳۰ ساعت ایران (یوتی‌سی ۴:۳۰+) | قربانی ۶۶'    | گزارش | کیم '۶۶ · نوروزی ۸۶' · بغلانی '۵۸، ۴+۹۰' (پنالتی) | ورزشگاه: آزادی تماشاگران: ۵۵٬۰۰۰ داور: محمدرضا اکبریان |

| ۲۱ مرداد ۱۳۹۵ ۴                 | پیکان تهران                                       | ۱ – ۱ | استقلال تهران                                      | شهر قدس                                                     |
| ۱۸:۱۵ ساعت ایران (یوتی‌سی ۴:۳۰+) | صادقی '۷ · نعمتی '۳۳ · آقاخان ۴۰'، '۴۰ · شیری '۸۷ | گزارش | رحمانی '۳۵ · ی. کریمی '۴۱ · برزای ۸۲' · مکویان '۸۳ | ورزشگاه: شهدای شهرقدس تماشاگران: ۱۵٬۰۰۰ داور: رضا کرمانشاهی |

| ۲۱ شهریور ۱۳۹۵ ۵                | استقلال تهران           | ۱ – ۱ | ماشین‌سازی تبریز                                  | تهران                            |
| ۱۸:۴۵ ساعت ایران (یوتی‌سی ۴:۳۰+) | رضایی ۷' · جانواریو '۷۵ | گزارش | نریمان جهان ۵۲' · امیرکامدار '۸۱ · کاکاشویلی '۸۸ | ورزشگاه: آزادی داور: تورج حق‌وردی |

| ۲۶ شهریور ۱۳۹۵ ۶ (دربی ۸۴)           | پرسپولیس تهران            | ۰ – ۰ | استقلال تهران                    | تهران                                               |
| ۱۷:۰۰ ساعت رسمی ایران (یوتی‌سی ۴:۳۰+) | علیپور '۲۱ کامیابی‌نیا '۷۷ | گزارش | ابراهیمی '۱۳ باقری '۶۹ حیدری '۸۹ | ورزشگاه: آزادی تماشاگران: ۷۵٬۰۰۰ داور: علی‌رضا فغانی |

| ۳۰ شهریور ۱۳۹۵ ۷                     | استقلال تهران                                  | ۲ – ۱ | ذوب‌آهن اصفهان                | تهران                                               |
| ۱۹:۳۰ ساعت رسمی ایران (یوتی‌سی ۴:۳۰+) | رضایی '۳۷ · ابراهیمی ۴۳' (پنالتی) · قربانی ۵۰' | گزارش | مرتضی تبریزی ۶۶' · حسینی '۷۸ | ورزشگاه: آزادی تماشاگران: ۳۵٬۰۰۰ داور: حمید حاج ملک |

| ۲۴ مهر ۱۳۹۵ ۸                        | سیاه‌جامگان                               | ۰ – ۱ | استقلال تهران          | مشهد                                              |
| ۱۵:۳۰ ساعت رسمی ایران (یوتی‌سی ۳:۳۰+) | خانزاده '۶۶ کلانتری '۹۰+۱ سیف‌اللهی '۹۰+۱ | گزارش | رضایی ۲۶' · انصاری '۸۸ | ورزشگاه: ثامن تماشاگران: ۱۵٬۷۰۰ داور: سید رضا مهی |

| ۳۰ مهر ۱۳۹۵ ۹                        | استقلال تهران                           | ۲ – ۰ | سایپا تهران | تهران                                                 |
| ۱۶:۴۵ ساعت رسمی ایران (یوتی‌سی ۳:۳۰+) | م. کریمی ۷۶' · انصاری ۸۲' · پادوانی '۸۸ | گزارش | خالدی '۳۲   | ورزشگاه: آزادی تماشاگران: ۲۵٬۰۰۰ داور: موعود بنیادی‌فر |

| ۶ آبان ۱۳۹۵ ۱۰                       | فولاد خوزستان                     | ۱ – ۱ | استقلال تهران                           | اهواز                                           |
| ۱۶:۴۰ ساعت رسمی ایران (یوتی‌سی ۳:۳۰+) | ناصری '۶۴ · انصاری ۷۸' · وکیا '۸۳ | گزارش | انصاری ۳۵' · اسماعیلی '۴۴ · پادوانی '۶۹ | ورزشگاه: غدیر تماشاگران: ۲۵٬۰۰۰ داور: محسن ترکی |

| ۵ آذر ۱۳۹۵ ۱۱                        | استقلال تهران                       | ۲ – ۲ | گسترش فولاد تبریز                                 | تهران                                                   |
| ۱۶:۲۰ ساعت رسمی ایران (یوتی‌سی ۳:۳۰+) | حسینی ۱۳' (گل‌به‌خودی) · م. کریمی ۲۳' | گزارش | لوسیانو پریرا مندز ۴۳' · د خسوس '۷۴ · نقی‌زاده ۸۰' | ورزشگاه: آزادی تماشاگران: ۱۰٬۰۰۰ داور: محمدحسین زاهدی‌فر |

| ۱۱ آذر ۱۳۹۵ ۱۲                       | صبای قم                                                     | ۰ – ۲ | استقلال تهران                                      | قم                                                         |
| ۱۶:۲۰ ساعت رسمی ایران (یوتی‌سی ۳:۳۰+) | عنایتی '۸ '۴۰ · حمیدرضا دیوسالار '۵۵ · دهنوی '۷۶ · حق‌جو '۸۶ | گزارش | رضایی ۱۸' · قربانی ۶۸' · رحمانی '۸۰ · ی. کریمی '۸۶ | ورزشگاه: یادگار امام قم تماشاگران: ۷٬۰۰۰ داور: مهدی سیدعلی |

| ۱۹ آذر ۱۳۹۵ ۱۳                       | استقلال تهران                                | ۱ – ۲ | تراکتورسازی تبریز  | تهران                                             |
| ۱۵:۰۰ ساعت رسمی ایران (یوتی‌سی ۳:۳۰+) | رضایی ۷' '۳+۹۰ · ابراهیمی '۲۹ · ی. کریمی '۸۳ | گزارش | حاتمی ۵۶'، ۶۸' '۷۷ | ورزشگاه: آزادی تماشاگران: ۵۵٬۰۰۰ داور: بیژن حیدری |

| ۲۵ آذر ۱۳۹۵ ۱۴                       | استقلال تهران | ۱ – ۰ | پدیده خراسان         | تهران                                            |
| ۱۶:۲۰ ساعت رسمی ایران (یوتی‌سی ۳:۳۰+) | انصاری ۶۹'    | گزارش | کفشگری '۵۴ جعفری '۶۳ | ورزشگاه: آزادی تماشاگران: ۶٬۰۰۰ داور: وحید کاظمی |

| ۵ دی ۱۳۹۵ ۱۵                         | سپاهان اصفهان | ۱ – ۱ | استقلال تهران                           | اصفهان                                                         |
| ۱۶:۲۵ ساعت رسمی ایران (یوتی‌سی ۳:۳۰+) | علی‌محمدی ۷۰'  | گزارش | اسماعیلی '۲۱ · مگویان '۵۶ · برزای ۹۰+۲' | ورزشگاه: ورزشگاه نقش جهان تماشاگران: ۳۵٬۰۰۰ داور: علی‌رضا فغانی |

| ۲۳ دی ۱۳۹۵ ۱۶                        | نفت تهران                                      | ۰ – ۱ | استقلال تهران                                  | تهران                                                                            |
| ۱۶:۳۵ ساعت رسمی ایران (یوتی‌سی ۳:۳۰+) | اسدی '۱۲ حمدی‌نژاد '۱۳ آل‌کثیر '۲۲ فراهانی '۹۰+۳ | گزارش | مج. حسینی '۷ · ابراهیمی '۱۶ ۵۹' · ح. حسینی '۷۱ | ورزشگاه: تختی تهران تماشاگران: ۶٬۸۵۴ داور: تورج حق‌وردی مرد مسابقه: امید ابراهیمی |

| ۲۸ دی ۱۳۹۵ ۱۷                        | استقلال تهران                           | ۱ – ۲ | استقلال خوزستان                                                     | تهران                                        |
| ۱۶:۴۰ ساعت رسمی ایران (یوتی‌سی ۳:۳۰+) | پادوانی '۴۹ · مج. حسینی '۶۶ · رضایی ۸۷' | گزارش | بحرانی '۵۸ · بیت‌سعید ۶۸' · علایی '۷۹ · عاشوری ۸۳' · طییبی '۹۰ '۲+۹۰ | ورزشگاه: آزادی تماشاگران: ۰ داور: پیام حیدری |

| ۳ بهمن ۱۳۹۵ ۱۸                       | صنعت نفت آبادان | ۰ – ۳ | استقلال تهران                                                    | آبادان                                                                               |
| ۱۶:۴۵ ساعت رسمی ایران (یوتی‌سی ۳:۳۰+) | ممشلی '۸۲       | گزارش | غفوری '۱۶ · حق‌دوست ۳۰' · برزای '۴۵ ۵۶' · مج. حسینی ۶۲' · گوک '۹۰ | ورزشگاه: تختی آبادان تماشاگران: ۱۵٬۰۰۰ داور: اشکان خورشیدی مرد مسابقه: امید ابراهیمی |

| ۸ بهمن ۱۳۹۵ ۱۹                       | استقلال تهران                                                                  | ۳ – ۲ | پیکان تهران                                            | تهران                                                |
| ۱۶:۴۵ ساعت رسمی ایران (یوتی‌سی ۳:۳۰+) | ابراهیمی ۱۴' · امید نورافکن ۶۰' · قربانی ۸۰' · مجید حسینی '۸۵ · اسماعیلی '۹۰+۳ | گزارش | یزدانی '۱۱ · نعمتی ۲۱' '۹۰+۲ · آقاخان '۳۵ ۸۸' (پنالتی) | ورزشگاه: آزادی تماشاگران: ۷٬۰۰۰ داور: موعود بنیادی‌فر |

| ۱۳ بهمن ۱۳۹۵ ۲۰                      | ماشین‌سازی تبریز                                                 | ۰ – ۳ | استقلال تهران                                         | تبریز                                                              |
| ۱۷:۰۰ ساعت رسمی ایران (یوتی‌سی ۳:۳۰+) | هتریکو '۴۹ امیرکامدار '۶۰ عابدینی '۷۲ گردانی '۸۰ حاج‌محمدی '۹۰+۲ | گزارش | پادوانی '۳۲ · قربانی ۴۳' · حق‌دوست ۷۷' · نورافکن ۹۰+۳' | ورزشگاه: یادگار امام تبریز تماشاگران: ۱٬۰۰۰ داور: محمدحسین زاهدی‌فر |

| ۲۴ بهمن ۱۳۹۵ ۲۱ (دربی ۸۵)            | استقلال تهران | ۳ – ۲ | پرسپولیس تهران                                              | تهران                                               |
| ۱۵:۰۰ ساعت رسمی ایران (یوتی‌سی ۳:۳۰+) | اسماعیلی ۱۸' '۷۴ · قربانی ۲۰' · ابراهیمی '۲۳ · جانواریو '۲۷ · رضایی ۴۴' · رحمتی '۲+۹۰ '۳+۹۰ · نورافکن '۵+۹۰ · برزای '۵+۹۰ | گزارش | رفیعی ۵' · ماهینی '۳۹ · حسینی '۲+۹۰، ۳+۹۰' · احمدزاده '۵+۹۰ | ورزشگاه: آزادی تماشاگران: ۸۰٬۰۰۰ داور: علی‌رضا فغانی |

| ۲۸ بهمن ۱۳۹۵ ۲۲                      | ذوب‌آهن اصفهان        | ۰ – ۲ | استقلال تهران                                       | اصفهان                                 |
| ۱۵:۰۰ ساعت رسمی ایران (یوتی‌سی ۳:۳۰+) | تبریزی '۱۰ حسینی '۸۰ | گزارش | اسماعیلی ۲۵' · پادوانی '۳۰ · برزای ۷۹' · زکی‌پور '۸۹ | ورزشگاه: فولادشهر داور: موعود بنیادی‌فر |

| ۱۴ اسفند ۱۳۹۵ ۲۳                     | استقلال تهران                        | ۱ – ۱ | سیاه‌جامگان مشهد                                   | تهران                                 |
| ۱۷:۲۵ ساعت رسمی ایران (یوتی‌سی ۳:۳۰+) | ابراهیمی ۶۵' (پنالتی) · ی. کریمی '۷۱ | گزارش | یرکوویچ ۴۴' · جلیلی '۶۶ · ناصری '۸۸ · احمدی '۱+۹۰ | ورزشگاه: آزادی داور: محمدحسین زاهدی‌فر |

| ۱۸ اسفند ۱۳۹۵ ۲۴ | سایپا تهران                         | ۱ – ۲ | استقلال تهران                                          | تهران                                               |
| ۱۷:۳۰ ساعت رسمی ایران (یوتی‌سی ۳:۳۰+) | پورقاز '۸۱، ۸۹' · کلانتری '۸۸ '۶+۹۰ | گزارش | م. حسینی '۳۴ · باقری ۴۱' · پادوانی ۴+۹۰' · برزای '۵+۹۰ | ورزشگاه: آزادی تماشاگران: ۵٬۰۰۰ داور: محمدرضا فغانی |
| یادداشت: در این بازی تیم سایپا میزبان بود، ولی مجوزهای لازم برای برگزاری بازی در ورزشگاه دستگردی صادر نشد و بازی در ورزشگاه آزادی برگزار شد. |                                     |       |                                                        |                                                     |

| ۱۲ فروردین ۱۳۹۶ ۲۵                   | استقلال تهران             | ۱ – ۰ | فولاد خوزستان | تهران                                            |
| ۱۸:۵۰ ساعت رسمی ایران (یوتی‌سی ۴:۳۰+) | رضایی '۶۰ · مح. کریمی ۷۱' | گزارش |               | ورزشگاه: آزادی تماشاگران: ۲۵٬۰۰۰ داور: حسین زرگر |

| ۱۷ فروردین ۱۳۹۶ ۲۶                   | گسترش فولاد تبریز | ۱ – ۱ | استقلال تهران                         | تبریز                                                         |
| ۱۷:۳۰ ساعت رسمی ایران (یوتی‌سی ۴:۳۰+) | نقی‌زاده ۷۴'       | گزارش | زکی‌پور '۱۰ · باقری '۴۰ · ابراهیمی ۸۰' | ورزشگاه: بنیان‌دیزل تبریز تماشاگران: ۵٬۰۰۰ داور: رضا کرمانشاهی |

| ۲۶ فروردین ۱۳۹۶ ۲۷                   | استقلال تهران              | ۲ – ۱ | صبای قم                                                        | تهران                                              |
| ۱۹:۰۰ ساعت رسمی ایران (یوتی‌سی ۴:۳۰+) | ابراهیمی ۱۹' (پنالتی)، ۸۸' | گزارش | حنیف عمران‌زاده '۱۸ '۶۱ · امرایی ۲۸' · امیری '۵۴ · عنایتی '۴+۹۰ | ورزشگاه: آزادی تماشاگران: ۱۵٬۰۰۰ داور: حمید حاج‌ملک |

| ۳۱ فروردین ۱۳۹۶ ۲۸                   | تراکتورسازی تبریز                                 | ۱ – ۰ | استقلال تهران                                  | تبریز                                                            |
| ۱۷:۴۵ ساعت رسمی ایران (یوتی‌سی ۴:۳۰+) | حاتمی '۵ · نوری '۶۰ · ابراهیمی ۸۷' · گودرزی '۲+۹۰ | گزارش | رابسون جانواریو '۱۰ ابراهیمی '۲+۹۰ رحمتی '۴+۹۰ | ورزشگاه: یادگار امام تبریز تماشاگران: ۴۵٬۰۰۰ داور: اشکان خورشیدی |

| ۹ اردیبهشت ۱۳۹۶ ۲۹                   | پدیده خراسان                        | ۱ – ۲ | استقلال تهران                                                                | مشهد                                            |
| ۱۸:۰۰ ساعت رسمی ایران (یوتی‌سی ۴:۳۰+) | عباسیان ۳۴' · احمدی '۳۷ · ناصحی '۴۲ | گزارش | نورافکن ۵۷' · کریمی '۷۱ · انصاری ۸۱' · قربانی '۸۸ · هرایر مکویان '۳+۹۰ '۳+۹۰ | ورزشگاه: ثامن تماشاگران: ۸٬۰۰۰ داور: پیام حیدری |

| ۱۴ اردیبهشت ۱۳۹۶ ۳۰                  | استقلال تهران          | ۲ – ۱ | سپاهان اصفهان | تهران                                  |
| ۱۸:۰۰ ساعت رسمی ایران (یوتی‌سی ۴:۳۰+) | انصاری ۵۹' · باقری ۸۴' | گزارش | محمدی ۴۱'     | ورزشگاه: آزادی داور: محمدحسین زاهدی‌فرد |

#### جایگاه در جدول
| رتبه | تیم         | بازی | برد | مساوی | باخت | گل زده | گل خورده | گل تفاضل | امتیاز | صعود یا سقوط                       |
| ---- | ----------- | ---- | --- | ----- | ---- | ------ | -------- | -------- | ------ | ---------------------------------- |
| ۱    | پرسپولیس    | ۳۰   | ۲۰  | ۶     | ۴    | ۴۶     | ۱۴       | ۳۲+      | ۶۶     | مرحله گروهی لیگ قهرمانان آسیا ۲۰۱۸ |
| ۲    | استقلال     | ۳۰   | ۱۶  | ۹     | ۵    | ۴۵     | ۲۷       | ۱۸+      | ۵۷     | مرحله گروهی لیگ قهرمانان آسیا ۲۰۱۸ |
| ۳    | تراکتورسازی | ۳۰   | ۱۵  | ۱۱    | ۴    | ۳۸     | ۲۴       | ۱۴+      | ۵۶     | مرحله گروهی لیگ قهرمانان آسیا ۲۰۱۸ |
| ۴    | ذوب‌آهن      | ۳۰   | ۱۲  | ۱۰    | ۸    | ۳۹     | ۳۱       | ۸+       | ۴۶     | پلی‌‌آف لیگ قهرمانان آسیا ۲۰۱۸       |
| ۵    | سپاهان      | ۳۰   | ۱۲  | ۹     | ۹    | ۳۸     | ۳۴       | ۴+       | ۴۵     |                                    |

#### دست‌آوردها در خانه و بیرون
| مجموع | مجموع  | مجموع | مجموع | مجموع | مجموع | مجموع | مجموع | خانه | خانه | خانه | خانه | خانه | خانه | مهمان | مهمان | مهمان | مهمان | مهمان | مهمان |
| بازی  | امتیاز | پ     | ت     | ش     | گ‌ز    | گ‌خ    | ت‌گ    | پ    | ت    | ش    | گ‌ز   | گ‌خ   | ت‌گ   | پ     | ت     | ش     | گ‌ز    | گ‌خ    | ت‌گ    |
| ----- | ------ | ----- | ----- | ----- | ----- | ----- | ----- | ---- | ---- | ---- | ---- | ---- | ---- | ----- | ----- | ----- | ----- | ----- | ----- |
| ۳۰    | ۵۷     | ۱۶    | ۹     | ۵     | ۴۵    | ۲۷    | ۱۸+   | ۸    | ۴    | ۳    | ۲۴   | ۱۸   | ۶+   | ۸     | ۵     | ۲     | ۲۱    | ۹     | ۱۲+   |

آخرین بروزرسانی: پایان فصل

منبع: IPLstats Home
IPLstats Away

پ = پیروزی؛ ت = تساوی؛ ش = شکست؛ گ‌ز = گل زده؛ گ‌خ = گل خورده؛ ت‌گ = تفاضل گل

|                    | بازی | برد | مساوی | شکست | زده | خورده | تفاضل | امتیاز |
| ------------------ | ---- | --- | ----- | ---- | --- | ----- | ----- | ------ |
| در ورزشگاه آزادی   | ۱۷   | ۹   | ۵     | ۳    | ۲۶  | ۱۹    | ۷+    | ۳۲     |
| در ورزشگاه‌های دیگر | ۱۳   | ۷   | ۴     | ۲    | ۱۹  | ۸     | ۱۱+   | ۲۵     |

#### روند هفته‌به‌هفته
| هفته    | ۱ | ۲  | ۳  | ۴  | ۵  | ۶  | ۷  | ۸ | ۹ | ۱۰ | ۱۱ | ۱۲ | ۱۳ | ۱۴ | ۱۵ | ۱۶ | ۱۷ | ۱۸ | ۱۹ | ۲۰ | ۲۱ | ۲۲ | ۲۳ | ۲۴ | ۲۵ | ۲۶ | ۲۷ | ۲۸ | ۲۹ | ۳۰ |
| ------- | - | -- | -- | -- | -- | -- | -- | - | - | -- | -- | -- | -- | -- | -- | -- | -- | -- | -- | -- | -- | -- | -- | -- | -- | -- | -- | -- | -- | -- |
| زمین    | خ | ب  | خ  | ب  | خ  | ب  | خ  | ب | خ | ب  | خ  | ب  | خ  | خ  | ب  | ب  | خ  | ب  | خ  | ب  | خ  | ب  | خ  | ب  | خ  | ب  | خ  | ب  | ب  | خ  |
| دست‌آورد | م | ش  | ش  | م  | م  | م  | پ  | پ | پ | م  | م  | پ  | ش  | پ  | م  | پ  | ش  | پ  | پ  | پ  | پ  | پ  | م  | پ  | پ  | م  | پ  | ش  | پ  | پ  |
| جایگاه  | ۷ | ۱۲ | ۱۵ | ۱۵ | ۱۴ | ۱۵ | ۱۰ | ۷ | ۵ | ۵  | ۶  | ۵  | ۷  | ۷  | ۷  | ۵  | ۶  | ۴  | ۴  | ۳  | ۳  | ۳  | ۳  | ۳  | ۲  | ۲  | ۲  | ۳  | ۲  | ۲  |

منبع: بازی‌ها

زمین: خ = خانه؛ ب = بیرون از خانه. دست‌آورد: پ = پیروزی؛ م = مساوی؛ ش = شکست؛ ع = معوق.

### جام حذفی
| ۱۰ مهر ۱۳۹۵ 1/32 نهایی | ملوان نوین انزلی                | ۰ – ۲ | استقلال تهران                                                 | بندر انزلی                          |
| ۱۶:۱۰ (یوتی‌سی ۳:۳۰+)   | امین معاف '۱۷ علیرضا رهنورد '۲۲ | گزارش | قربانی ۸' · رحمانی ۲۷' · جانواریو '۳۶ · باقری '۶۵ · مجبدی '۷۲ | ورزشگاه: تختی انزلی داور: علی صفایی |

| ۱۰ آبان ۱۳۹۵ 1/16 نهایی | استقلال تهران                                 | ۱ – ۰ (وقت اضافه) | مس کرمان                                              | تهران                                                |
| ۱۶:۳۵ (یوتی‌سی ۳:۳۰+)    | ی. کریمی '۱۰۷ · م. کریمی ۱۱۴' · اسماعیلی '۱۱۶ | گزارش             | ایوبی '۲۹ زینال‌خیری '۸۷ حسین‌خانی '۹۲ اسماعیل‌بیگی '۱۰۳ | ورزشگاه: آزادی تماشاگران: ۱۰٬۰۰۰ داور: محمدرضا فغانی |

| ۲۸ آبان ۱۳۹۵ 1/8 نهایی                             | استقلال تهران             | ۰ – ۰ (و.ا.) (۵ – ۳ پنالتی)     | صبای قم                          | تهران                                             |
| ۱۶:۲۰ (یوتی‌سی ۳:۳۰+)                               | اسماعیلی '۸۱ ی. کریمی '۹۶ | گزارش                           | دهنوی '۳۲ علی‌آبادی '۴۴ لک '۱+۱۲۰ | ورزشگاه: آزادی تماشاگران: ۲۵٬۰۰۰ داور: احمد صالحی |
|                                                    | ضربات پنالتی              |                                 |                                  |                                                   |
| - مکویان - ابراهیمی - قربانی - ی. کریمی - اسماعیلی |                           | - امرایی - حق‌جو - دهنوی - ابطحی |                                  |                                                   |

| ۳۰ آذر ۱۳۹۵ 1/4 نهایی | نفت تهران | ۳ – ۲ (وقت اضافه) | استقلال تهران                                                       | تهران                                                    |
| ۱۶:۲۰ (یوتی‌سی ۳:۳۰+)  | قاضی ۳' (پنالتی)، ۱۰۹' · مطهری '۲۲ · صادقی '۳۸ · آل‌نعمه '۴۱ · فخرالدینی '۱+۹۰ · مبعلی '۱+۹۰ · دانشگر '۱۰۶ · آل‌کثیر ۱۰۶' '۱۰۷ | گزارش             | جانواریو '۲ · رضایی '۴۰ · انصاری ۶۸' · برزای ۹۳'، '۹۵ · زکی‌پور '۱۲۰ | ورزشگاه: تختی تهران تماشاگران: ۳٬۰۰۰ داور: اشکان خورشیدی |

### لیگ قهرمانان آسیا

#### مرحله پلی‌آف
| ‌ ۱۹ بهمن ۱۳۹۵ بازی پلی‌آف                                | استقلال ایران           | ۰ – ۰ (و.ا.) (۴ – ۳ پنالتی)             | السد قطر                | ایران، تهران                                      |
| ۱۹:۰۰                                                   | برزای '۵۲ م. کریمی '۱۰۶ |                                         | اسماعیل '۱+۴۵ حمرون '۶۳ | ورزشگاه: آزادی تماشاگران: ۷۴٬۵۶۰ داور: احمد الکاف |
|                                                         | ضربات پنالتی            |                                         |                         |                                                   |
| رضایی · ابراهیمی · قربانی · اسماعیلی · حیدری            |                         | الهیدوس · ژاوی · ماجد · کاسولا · بونجاح |                         |                                                   |
| یادداشت: مهدی رحمتی ضربه پنالتی محمد کاسولا را مهار کرد |                         |                                         |                         |                                                   |

#### مرحله گروهی
| ۲ اسفند ۱۳۹۵ ۱             | الاهلی امارات                         | ۲ – ۱ | استقلال ایران                                                  | دبی، امارات                                       |
| ۲۰:۱۵ UAEST (یوتی‌سی ۴:۰۰+) | حسن '۴۱ · دیوپ ۱+۴۵'، ۹۰' · فردان '۵۵ |       | برزای '۱۰ · رابسون '۲۰ · حیدری '۵۷ · ابراهیمی ۷۴' · زکی‌پور '۸۵ | ورزشگاه: آل راشد تماشاگران: ۵٫۳۰۰ داور: پیتر گرین |

| ۹ اسفند ۱۳۹۵ ۲ | استقلال ایران                                       | ۳ – ۰ | التعاون عربستان         | مسقط، عمان                                                  |
| ۱۹:۳۰          | رضایی ۱' · انصاری '۴۲ · مح. کریمی ۶۹' · پادوانی ۸۸' |       | معاذ '۸۷ سن‌مارتین '۳+۹۰ | ورزشگاه: سلطان قابوس تماشاگران: ۱٬۰۵۰ داور: هیرویوکی کیمورا |

| ۲۳ اسفند ۱۳۹۵ ۳                      | استقلال ایران             | ۲ – ۰ | لوکوموتیو ازبکستان | تهران، ایران                                          |
| ۱۹:۰۰ ساعت رسمی ایران (یوتی‌سی ۳:۳۰+) | اسماعیلی ۳۷' · قربانی ۸۴' |       |                    | ورزشگاه: آزادی تماشاگران: ۴۲٬۳۶۹ داور: کیم جونگ-هیئوک |

| ‌ ۲۲ فروردین ۱۳۹۶ ۴       | لوکوموتیو ازبکستان                         | ۱ – ۱ | استقلال ایران          | تاشکند، ازبکستان                                             |
| ۱۶:۰۰ UST (یوتی‌سی ۵:۰۰+) | بیکمائف ۱۳' · ماخارادزه '۳۹ · فایزیف '۳+۹۰ |       | قربانی '۱۹ · رضایی ۸۷' | ورزشگاه: لوکوموتیو تماشاگران: ۳٬۳۲۷ داور: ادهم محمد المخادمه |

| ‌ ۵ اردیبهشت ۱۳۹۶ ۵                   | استقلال ایران                          | ۱ – ۱ | الاهلی امارات                              | تهران، ایران                                       |
| ۲۰:۱۵ ساعت رسمی ایران (یوتی‌سی ۴:۳۰+) | پادوانی '۳۸ · ابراهیمی '۴۳ · رضایی ۵۸' |       | صنقور ۱۷' · حسین '۴۵ · ناصر '۷۷ · دیوپ '۷۹ | ورزشگاه: آزادی تماشاگران: ۷۶٬۴۲۸ داور: جامپیی لیدا |

| ‌ ۱۹ اردیبهشت ۱۳۹۶ ۶               | التعاون عربستان                                       | ۱ – ۲ | استقلال ایران                                     | دوحه، قطر                                           |
| ۱۸:۵۰ یوتی‌سی ۳:۰۰+ (یوتی‌سی ۳:۰۰+) | الصیعری ۳۶'، '۵۳ · السواط '۵۸ · معاذ '۶۳ · البرکه '۸۱ |       | انصاری ۱۹' · قربانی '۴۰ · رضایی ۷۶' · رحمتی '۳+۹۰ | ورزشگاه: حمد بن خلیفه داور: کریشانتا هتیکان کانالجه |

#### جدول گروه A و نتایج گروه
| رتبه | باشگاه             | بازی | برد | مساوی | باخت | زده | خورده | تفاضل | امتیاز |
| ---- | ------------------ | ---- | --- | ----- | ---- | --- | ----- | ----- | ------ |
| ۱    | الاهلی امارات      | ۶    | ۳   | ۲     | ۱    | ۱۰  | ۵     | ۵+    | ۱۱     |
| ۲    | استقلال ایران      | ۶    | ۳   | ۲     | ۱    | ۱۰  | ۵     | ۵+    | ۱۱     |
| ۳    | التعاون عربستان    | ۶    | ۱   | ۲     | ۳    | ۷   | ۱۱    | ۵−    | ۵      |
| ۴    | لوکوموتیو ازبکستان | ۶    | ۱   | ۲     | ۳    | ۷   | ۱۲    | ۵−    | ۵      |

|           | الاهلی | استقلال | التعاون | لوکوموتیو |
| الاهلی    | —      | ۲-۱     | ۰–۰     | ۰-۴       |
| استقلال   | ۱-۱    | —       | ۰-۳     | ۰-۲       |
| التعاون   | ۳-۱    | ۲-۱     | —       | ۱–۰       |
| لوکوموتیو | ۰-۲    | ۱-۱     | ۴–۴     | —         |

## آمار

### عملکرد کلی تیم در فصل
منبع: رقابت‌ها

### نمایش بازیکنان
| شماره | پُست       | بازیکنان          | لیگ برتر | لیگ برتر | لیگ برتر | جام حذفی | جام حذفی | جام حذفی | لیگ قهرمانان | لیگ قهرمانان | لیگ قهرمانان | مجموع   | مجموع | مجموع    | کارت                 | کارت             |
| شماره | پُست       | بازیکنان          | بازی     | زمان     | کارت زرد | بازی     | زمان     | کارت زرد | بازی         | زمان         | کارت زرد     | بازی    | زمان  | کارت زرد | کارت زرد دوم و اخراج | کارت قرمز مستقیم |
| ----- | --------- | ----------------- | -------- | -------- | -------- | -------- | -------- | -------- | ------------ | ------------ | ------------ | ------- | ----- | -------- | -------------------- | ---------------- |
| ۱     | دروازه‌بان | مهدی رحمتی        | ۲۲       | ۱۹۸۰     | ۳        | ۴        | ۴۵۰      | ۰        | ۹            | ۸۴۰          | ۱            | ۳۵ (۳۵) | ۳۲۷۰  | ۴        | ۱                    | ۰                |
| ۲     | مدافع     | خسرو حیدری        | ۲۲       | ۱۶۷۹     | ۱        | ۲        | ۱۴۱      | ۰        | ۹            | ۷۱۹          | ۱            | ۳۳ (۲۹) | ۲۵۳۹  | ۲        | ۰                    | ۰                |
| ۳     | مدافع     | رابسون جانواریو   | ۲۴       | ۲۱۲۹     | ۴        | ۳        | ۳۳۰      | ۱        | ۹            | ۸۴۰          | ۱            | ۳۶ (۲۳) | ۳۲۹۹  | ۶        | ۰                    | ۰                |
| ۵     | مدافع     | حسین کنعانی‌زادگان | ۲        | ۱۸۰      | ۰        | ۰        | ۰        | ۰        | ۰            | ۰            | ۰            | ۲ (۲)   | ۱۸۰   | ۰        | ۰                    | ۰                |
| ۶     | هافبک     | امید ابراهیمی     | ۲۸       | ۲۵۲۰     | ۵        | ۲        | ۱۵۰      | ۰        | ۷            | ۶۲۴          | ۱            | ۳۷ (۳۶) | ۳۲۹۴  | ۶        | ۰                    | ۰                |
| ۷     | هافبک     | بختیار رحمانی     | ۱۳       | ۹۹۰      | ۲        | ۳        | ۲۴۱      | ۰        | ۰            | ۰            | ۰            | ۱۶ (۱۵) | ۱۲۳۱  | ۲        | ۰                    | ۰                |
| ۸     | هافبک     | یعقوب کریمی       | ۱۷       | ۱۱۳۴     | ۴        | ۲        | ۲۴۰      | ۲        | ۱            | ۹۰           | ۰            | ۲۰ (۱۵) | ۱۴۶۴  | ۶        | ۰                    | ۰                |
| ۹     | مهاجم     | کاوه رضایی        | ۲۸       | ۲۴۶۲     | ۳        | ۳        | ۳۲۲      | ۰        | ۹            | ۸۴۰          | ۰            | ۴۰ (۳۹) | ۳۶۲۴  | ۳        | ۰                    | ۰                |
| ۱۱    | مهاجم     | جابر انصاری       | ۲۳       | ۱۵۵۴     | ۱        | ۳        | ۳۳۰      | ۰        | ۶            | ۲۳۲          | ۱            | ۳۲ (۰)  | ۲۱۱۶  | ۲        | ۰                    | ۰                |
| ۱۳    | هافبک     | میعاد یزدانی      | ۴        | ۳۳       | ۰        | ۱        | ۱۲       | ۰        | ۱            | ۱            | ۰            | ۶ (۰)   | ۴۶    | ۰        | ۰                    | ۰                |
| ۱۴    | هافبک     | فرشید باقری       | ۱۷       | ۷۲۰      | ۳        | ۴        | ۳۵۹      | ۱        | ۶            | ۲۵۵          | ۱            | ۲۷ (۱۳) | ۱۳۳۴  | ۵        | ۰                    | ۰                |
| ۱۵    | مدافع     | هرایر مکویان      | ۱۴       | ۱۲۴۱     | ۴        | ۴        | ۳۷۸      | ۰        | ۴            | ۲۶۹          | ۱            | ۲۲ (۲۰) | ۱۸۸۸  | ۵        | ۱                    | ۰                |
| ۱۶    | مهاجم     | آرش افشین         | ۳        | ۳۳       | ۰        | ۳        | ۱۳۷      | ۰        | ۰            | ۰            | ۰            | ۶ (۱)   | ۱۷۰   | ۰        | ۰                    | ۰                |
| ۱۷    | مهاجم     | علی قربانی        | ۲۸       | ۱۴۲۸     | ۱        | ۴        | ۲۶۹      | ۰        | ۸            | ۵۵۳          | ۲            | ۴۰ (۲۲) | ۲۲۵۰  | ۳        | ۰                    | ۰                |
| ۱۸    | مدافع     | میلاد زکی‌پور      | ۱۵       | ۱۱۹۵     | ۲        | ۱        | ۱۲۰      | ۱        | ۸            | ۶۴۵          | ۱            | ۲۴ (۲۲) | ۱۹۶۰  | ۴        | ۰                    | ۰                |
| ۲۰    | مدافع     | میثم مجیدی        | ۱        | ۹        | ۰        | ۱        | ۹۰       | ۱        | ۰            | ۰            | ۰            | ۲ (۱)   | ۹۹    | ۱        | ۰                    | ۰                |
| ۲۱    | مدافع     | وریا غفوری        | ۱۷       | ۱۲۹۵     | ۱        | ۰        | ۰        | ۰        | ۶            | ۳۴۴          | ۰            | ۲۳ (۲۰) | ۱۶۳۹  | ۱        | ۰                    | ۰                |
| ۲۲    | دروازه‌بان | حسین حسینی        | ۸        | ۷۲۰      | ۰        | ۰        | ۰        | ۰        | ۰            | ۰            | ۰            | ۸ (۸)   | ۷۲۰   | ۰        | ۰                    | ۰                |
| ۲۴    | مدافع     | امید نورافکن      | ۱۴       | ۱۱۹۹     | ۱        | ۰        | ۰        | ۰        | ۶            | ۵۷۰          | ۰            | ۲۰ (۲۰) | ۱۷۶۹  | ۱        | ۰                    | ۰                |
| ۲۸    | هافبک     | محسن کریمی        | ۱۴       | ۷۳۴      | ۰        | ۲        | ۲۴۰      | ۰        | ۷            | ۳۴۴          | ۱            | ۲۳ (۱۳) | ۱۳۱۸  | ۱        | ۰                    | ۰                |
| ۳۰    | مدافع     | عظیم گوک          | ۱        | ۲        | ۱        | ۰        | ۰        | ۰        | ۰            | ۰            | ۰            | ۱ (۰)   | ۲     | ۱        | ۰                    | ۰                |
| ۳۳    | مدافع     | مجید حسینی        | ۱۶       | ۱۲۸۷     | ۴        | ۲        | ۲۱۰      | ۰        | ۳            | ۱۸۱          | ۰            | ۲۱ (۱۸) | ۱۶۷۸  | ۴        | ۰                    | ۰                |
| ۷۴    | هافبک     | مجتبی حق‌دوست      | ۱۷       | ۶۹۵      | ۰        | ۳        | ۲۲۹      | ۰        | ۴            | ۲۰۲          | ۰            | ۲۴ (۱۲) | ۱۱۲۶  | ۰        | ۰                    | ۰                |
| ۷۷    | هافبک     | بهنام برزای       | ۱۸       | ۱۱۱۴     | ۳        | ۳        | ۱۳۲      | ۱        | ۶            | ۲۸۴          | ۲            | ۲۷ (۱۷) | ۱۵۳۰  | ۶        | ۰                    | ۰                |
| ۸۸    | هافبک     | فرشید اسماعیلی    | ۲۷       | ۱۷۴۶     | ۴        | ۳        | ۲۱۰      | ۲        | ۸            | ۵۶۴          | ۰            | ۳۸ (۲۶) | ۲۵۲۰  | ۶        | ۰                    | ۱                |
| ۹۰    | مدافع     | لئاندرو پادوانی   | ۲۱       | ۱۶۲۸     | ۵        | ۳        | ۳۶۰      | ۰        | ۹            | ۸۴۰          | ۱            | ۳۳ (۳۰) | ۲۸۲۸  | ۶        | ۰                    | ۰                |

اعداد آبی رنگ : تعداد حضور در ترکیب اصلی استقلال

### یازده شروع کننده
به‌روزرسانی: پایان فصل
گردآوری‌شده بر اساس ترکیب اصلی تیم در بازی‌های رسمی فصل.
| شماره | پُست       | نام                  | شروع‌ها | جایگزین                                 |
| ----- | --------- | -------------------- | ------ | --------------------------------------- |
| ۱     | دروازه‌بان | سید مهدی رحمتی       | ۳۵     | حسین حسینی ۸ شروع داشته است.            |
| ۲     | مدافع     | خسرو حیدری           | ۲۹     | هرایر مکویان ۲۰ شروع داشته است.         |
| ۳     | مدافع     | رابسون جانواریو      | ۳۶     | محمدحسین کنعانی‌زادگان ۲ شروع داشته است. |
| ۹۰    | مدافع     | لئاندرو پادوانی سلین | ۳۰     | مجید حسینی ۱۷ شروع داشته است.           |
| ۱۸    | مدافع     | میلاد زکی‌پور         | ۲۲     | یعقوب کریمی ۱۶ شروع داشته است.          |
| ۸۸    | هافبک     | فرشید اسماعیلی       | ۲۶     | فرشید باقری ۱۱ شروع داشته است.          |
| ۶     | هافبک     | امید ابراهیمی        | ۳۶     | امید نورافکن ۲۰ شروع داشته است.         |
| ۲۱    | هافبک     | وریا غفوری           | ۱۹     | بهنام برزای ۱۸ شروع داشته است.          |
| ۱۱    | مدافع     | جابر انصاری          | ۲۴     | مجتبی حق‌دوست ۱۰ شروع داشته است.         |
| ۹     | مهاجم     | کاوه رضایی           | ۴۰     | محسن کریمی ۱۳ شروع داشته است.           |
| ۱۷    | مهاجم     | علی قربانی           | ۲۲     | بختیار رحمانی ۱۵ شروع داشته است.        |

| رحمتی حیدری پادوانی رابسون ابراهیمی زکی‌پور اسماعیلی غفوری قربانی رضایی انصاری |
| ۱۱ شروع‌کنندهٔ استقلال در چوب ۲–۴–۴                                             |

### گلزن‌ها
به‌روزرسانی: پایان فصل
دربردارندهٔ گل‌هایی که در بازی‌های رسمی فصل به ثمر رسیده‌است.
بازیکنانی که در تعداد گل‌ها با هم برابر هستند، به ترتیب شمارهٔ پیراهن در جل قرار گرفته‌اند.
ردیف گل به خودی نمایان‌گر تعداد گل‌هایی‌است که حریفان استقلال به‌اشتباه وارد دروازهٔ خود کرده‌اند.
| رده      | پُست      | نام             | لیگ برتر | جام حذفی | لیگ قهرمانان | کل |
| -------- | -------- | --------------- | -------- | -------- | ------------ | -- |
| ۱        | مهاجم    | کاوه رضایی      | ۷        | ۰        | ۶ (۱)        | ۱۳ |
| ۲        | هافبک    | امید ابراهیمی   | ۷ (۳)    | ۰        | ۱            | ۸  |
| ۲        | مهاجم    | جابر انصاری     | ۶        | ۱        | ۱            | ۸  |
| ۲        | مهاجم    | علی قربانی      | ۶        | ۱        | ۱            | ۸  |
| ۳        | هافبک    | بهنام برزای     | ۴        | ۱        | ۰            | ۵  |
| ۳        | هافبک    | محسن کریمی      | ۳        | ۱        | ۱            | ۵  |
| ۴        | هافبک    | امید نورافکن    | ۳        | ۰        | ۰            | ۳  |
| ۴        | هافبک    | فرشید اسماعیلی  | ۲        | ۰        | ۱            | ۳  |
| ۵        | هافبک    | فرشید باقری     | ۲        | ۰        | ۰            | ۲  |
| ۵        | هافبک    | مجتبی حق‌دوست    | ۲        | ۰        | ۰            | ۲  |
| ۵        | مدافع    | لئاندرو پادوانی | ۱        | ۰        | ۱            | ۲  |
| ۶        | مدافع    | مجید حسینی      | ۱        | ۰        | ۰            | ۱  |
| ۶        | مهاجم    | بختیار رحمانی   | ۰        | ۱        | ۰            | ۱  |
| گل‌به‌خودی | گل‌به‌خودی | گل‌به‌خودی        | ۱        | ۰        | ۰            | ۱  |
| کل       | کل       | کل              | ۴۵       | ۵        | ۱۲           | ۶۲ |

* از تعداد ۴ پنالتی اعلام شده در این فصل هر چهار ضربه پنالتی تبدیل به گل شده‌است.
منبع: گزارش بازی‌ها

### پاس گل
به‌روزرسانی: پایان فصل
دربردارندهٔ آمار بازی‌های رسمی که باشگاه در طول فصل در آن‌ها شرکت کرده‌است.
بازیکنانی که در تعداد پاس گل‌ها با هم برابر هستند، به ترتیب شمارهٔ پیراهن در جل قرار گرفته‌اند.
گل‌هایی که روی «حرکات انفرادی»، «ضربه‌های ایستگاهی مستقیم»، یا «توپ‌های برگشتی از دفاع حریف» به ثمر رسیده‌اند، در این جل گنجانده نشده‌اند.
| رده | پُست   | نام            | لیگ برتر | جام حذفی | لیگ قهرمانان | کل | گرفتن پنالتی |
| --- | ----- | -------------- | -------- | -------- | ------------ | -- | ------------ |
| ۱   | مهاجم | کاوه رضایی     | ۸        | ۳        | ۱            | ۱۲ | ۰            |
| ۲   | هافبک | امید ابراهیمی  | ۵        | ۰        | ۱            | ۶  | ۰            |
|     | مهاجم | علی قربانی     | ۴        | ۱        | ۰            | ۵  | ۰            |
| ۳   | هافبک | خسرو حیدری     | ۳        | ۰        | ۲            | ۵  | ۰            |
| ۳   | مهاجم | جابر انصاری    | ۲        | ۱        | ۲            | ۵  | ۰            |
| ۴   | مدافع | میلاد زکی‌پور   | ۲        | ۰        | ۱            | ۳  | ۰            |
| ۵   | مدافع | هرایر مکویان   | ۲        | ۰        | ۰            | ۲  | ۰            |
| ۵   | هافبک | وریا غفوری     | ۲        | ۰        | ۰            | ۲  | ۰            |
| ۵   | هافبک | امید نورافکن   | ۲        | ۰        | ۰            | ۲  | ۰            |
| ۵   | هافبک | فرشید اسماعیلی | ۲        | ۰        | ۰            | ۲  | ۱            |
| ۱۰  | مهاجم | بختیار رحمانی  | ۱        | ۰        | ۰            | ۱  | ۱            |
| ۱۰  | هافبک | فرشید باقری    | ۰        | ۰        | ۱            | ۱  | ۰            |
|     | هافبک | محسن کریمی     | ۱        | ۰        | ۰            | ۱  | ۰            |
| کل  | کل    | کل             | ۳۴       | ۵        | ۸            | ۴۷ | ۲            |

منبع: گزارش بازی‌ها
* دو پنالتی به خاطر خطا بر روی بازیکنان استقلال و دو پنالتی نیز به خاطر خطای هند بازیکنان حریفان اعلام شده است.

### گلهای لیگ برتر بر حسب شش بازه زمانی
| بازه زمانی     | گل زده | بازه زمانی     | گل خورده |
| -------------- | ------ | -------------- | -------- |
| ۱۵ دقیقه اول   | ۴      | ۱۵ دقیقه اول   | ۱        |
| ۱۵ دقیقه دوم   | ۸      | ۱۵ دقیقه دوم   | ۳        |
| ۱۵ دقیقه سوم   | ۶      | ۱۵ دقیقه سوم   | ۵        |
| اضافی نیمه اول | ۰      | اضافی نیمه اول | ۰        |
| جمع نیمه اول   | ۱۸     | جمع نیمه اول   | ۹        |
| ۱۵ دقیقه چهارم | ۶      | ۱۵ دقیقه چهارم | ۲        |
| ۱۵ دقیقه پنجم  | ۶      | ۱۵ دقیقه پنجم  | ۶        |
| ۱۵ دقیقه ششم   | ۱۲     | ۱۵ دقیقه ششم   | ۸        |
| اضافی نیمه دوم | ۳      | اضافی نیمه دوم | ۲        |
| جمع نیمه دوم   | ۲۷     | جمع نیمه دوم   | ۱۸       |

### عملکرد دروازه‌بانها
|       |                   | لیگ برتر | لیگ برتر | لیگ برتر | جام حذفی | جام حذفی | جام حذفی | لیگ قهرمانان | لیگ قهرمانان | لیگ قهرمانان | مجموع | مجموع   | مجموع |
| رتبه  | نام               | بازی     | گل‌خورده  | ک‌ش       | بازی     | گل‌خورده  | ک‌ش       | بازی         | گل‌خورده      | ک‌ش           | بازی  | گل‌خورده | ک‌ش    |
| ----- | ----------------- | -------- | -------- | -------- | -------- | -------- | -------- | ------------ | ------------ | ------------ | ----- | ------- | ----- |
| ۱     | مهدی رحمتی        | ۲۲       | ۲۱       | ۷        | ۴        | ۳        | ۳        | ۹            | ۱۱           | ۴            | ۳۵    | ۳۵      | ۱۴    |
| ۲     | حسین حسینی        | ۸        | ۶        | ۳        | ۰        | ۰        | ۰        | ۰            | ۰            | ۰            | ۸     | ۶       | ۳     |
| ۳     | ارشیا آقابابازاده | ۰        | ۰        | ۰        | ۰        | ۰        | ۰        | ۰            | ۰            | ۰            | ۰     | ۰       | ۰     |
| مجموع | مجموع             | ۳۰       | ۲۷       | ۱۰       | ۴        | ۳        | ۳        | ۹            | ۱۱           | ۴            | ۴۳    | ۴۱      | ۱۷    |

### کاپیتان‌های فصل
| رده | نام            | لیگ برتر | جام حذفی | لیگ قهرمانان | جمع |
| --- | -------------- | -------- | -------- | ------------ | --- |
| ۱   | سید مهدی رحمتی | ۲۲       | ۴        | ۹            | ۳۵  |
| ۲   | خسرو حیدری     | ۵        | ۰        | ۰            | ۵   |
| ۳   | امید ابراهیمی  | ۳ (۱)    | ۰        | ۰            | ۳   |
| ۴   | یعقوب کریمی    | ۰ (۲)    | ۰        | ۰            | ۰   |

* عددهای آبی رنگ : نشان دهنده دفعاتی است که آن بازیکن پس از تعویض کاپیتان اول، کاپیتان شده‌است و این کاپیتانی‌ها در ستون جمع محاسبه نشده‌است.